# Asaeli Tuivuaka
Asaeli Tuivuaka (22 december 1995) is een Fijisch rugbyspeler.

## Carrière
Tuivuaka won met de ploeg van Fiji tijdens de Olympische Zomerspelen van Tokio de gouden medaille. Tuivuaka scoorde vier tries.

## Erelijst

### Met Fiji
- Olympische Zomerspelen:  2021